# RG Nathalie

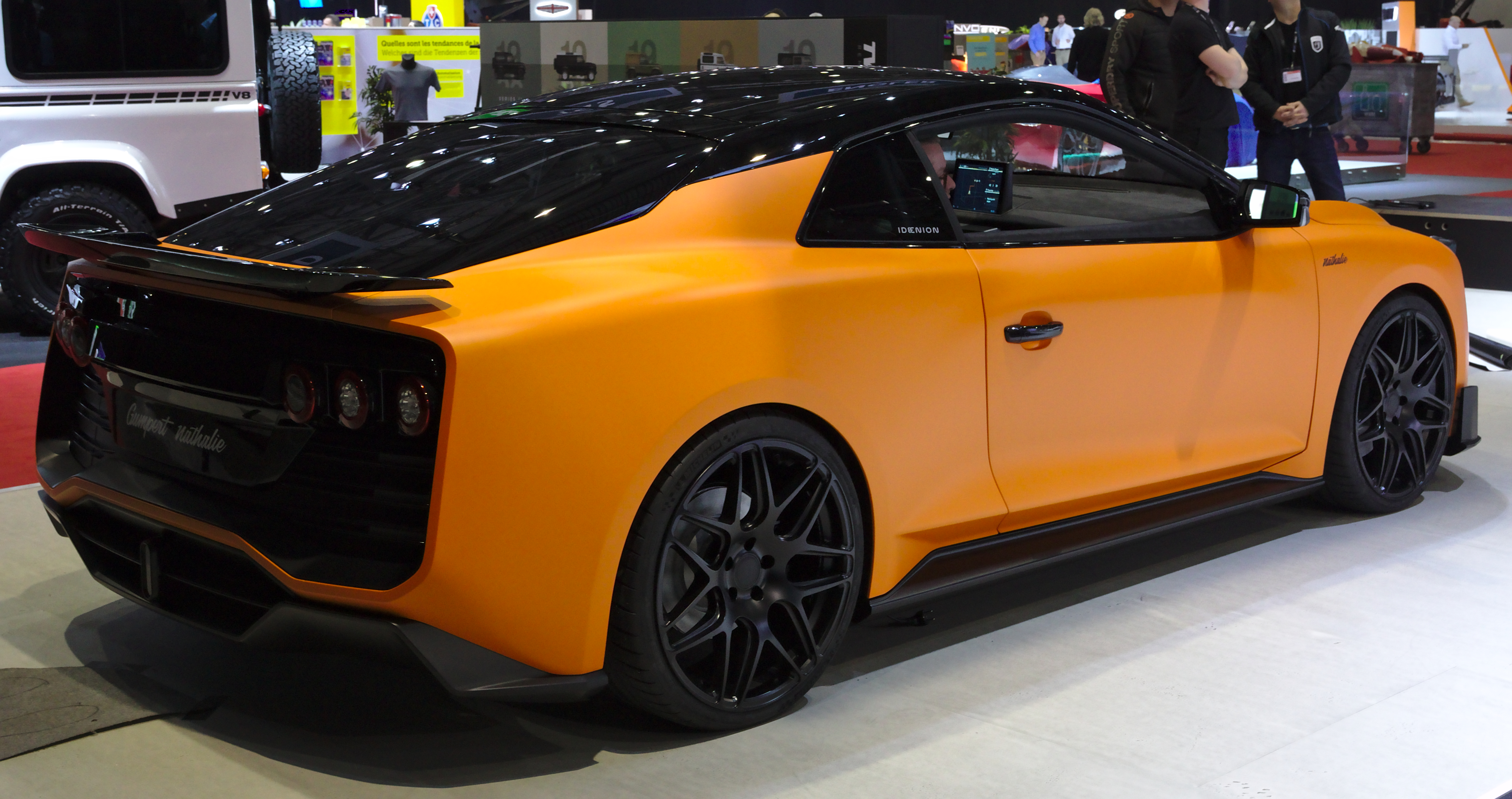
Heckansicht

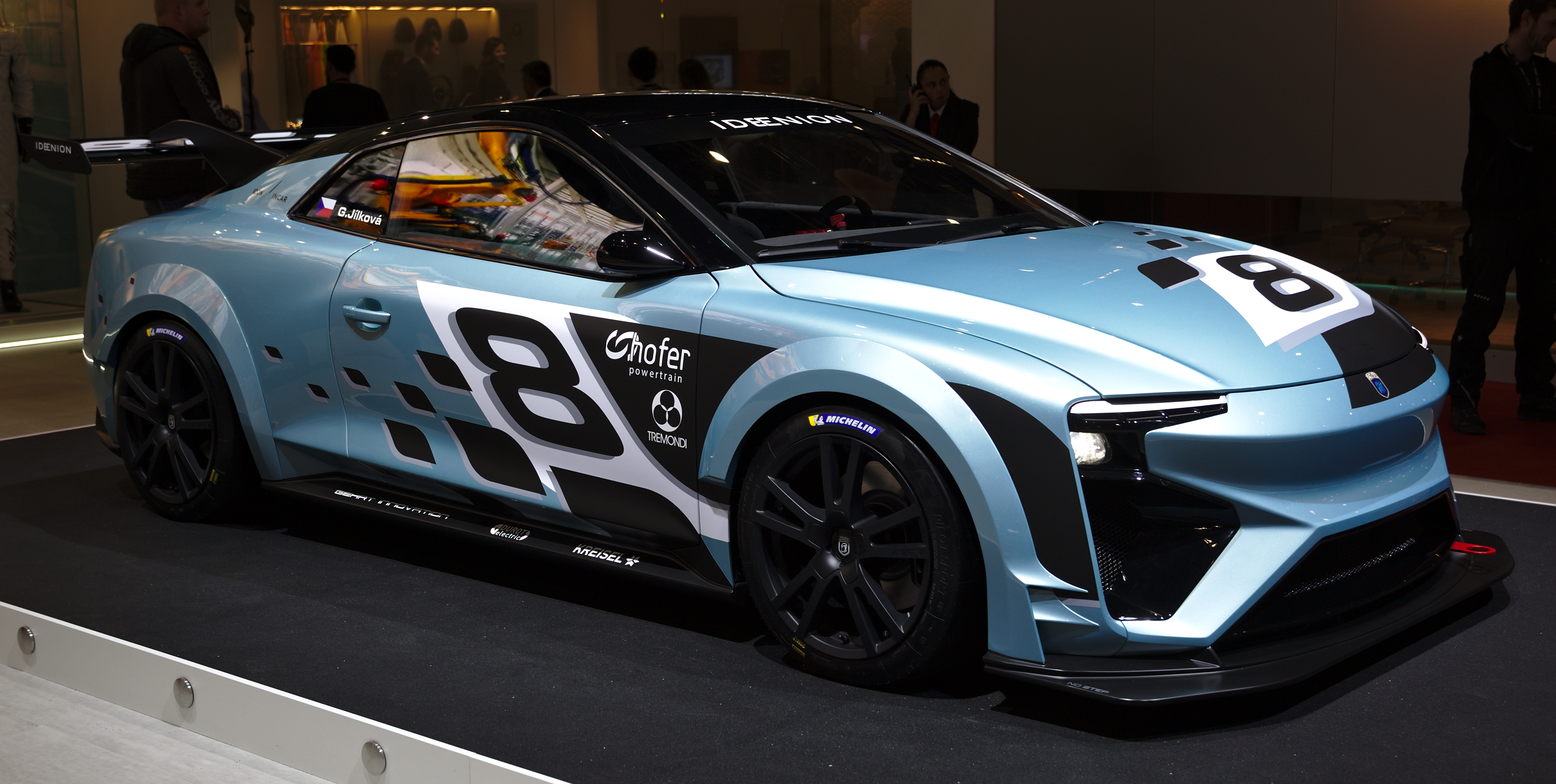
RG Nathalie Race

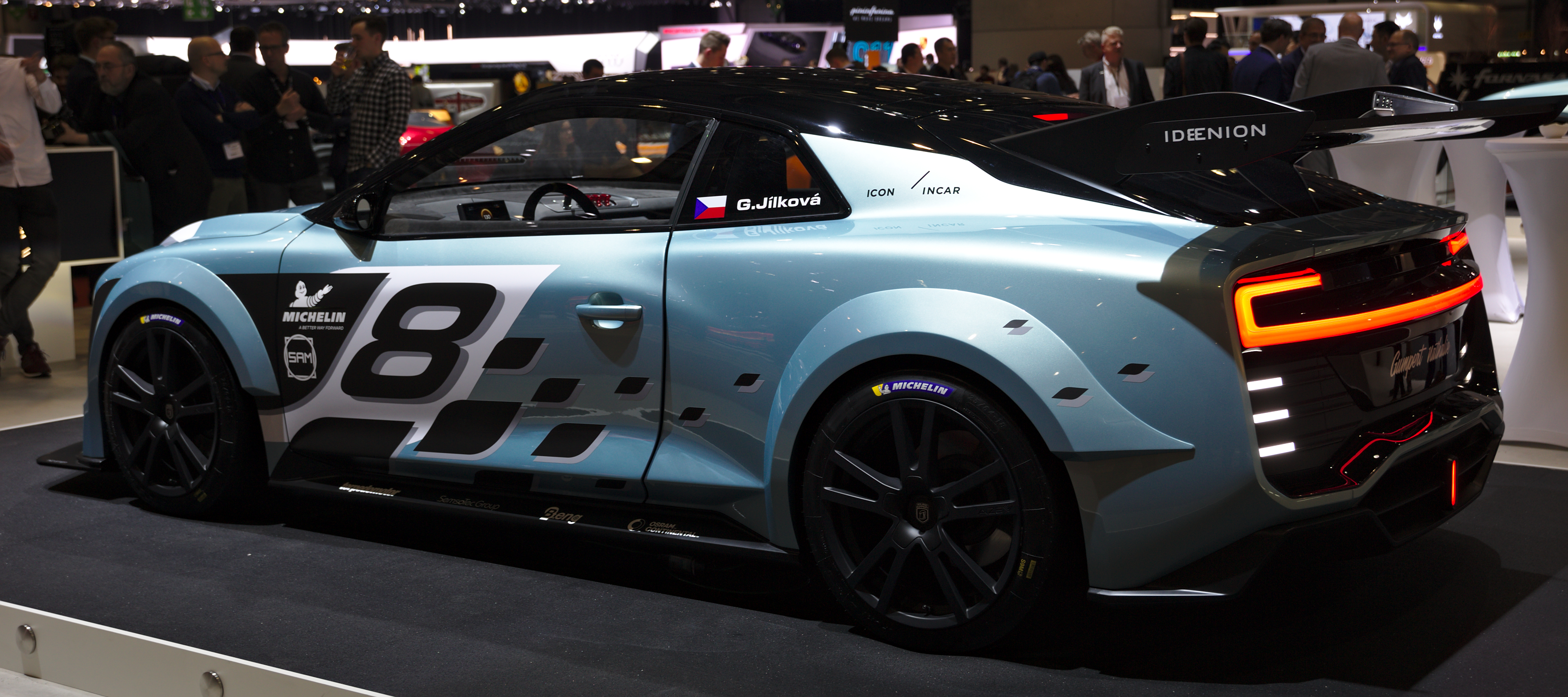
Heckansicht

Der RG Nathalie ist ein elektrisch angetriebener Sportwagen des von Roland Gumpert geführten Ingolstädter Unternehmens Gumpert Aiways Automobile. Er bezieht seine Leistung nicht nur aus einer 60-kWh-Batterie, sondern auch aus einer Methanolbrennstoffzelle. Diese liefert laut Hersteller genug Strom, um mit einer Geschwindigkeit von etwa 130 km/h zu fahren, darüber hinaus liefere die Batterie die zusätzlich benötigte Energie, darunter lade der überschüssige Strom die Batterie wieder auf.

## Geschichte
Das Unternehmen wurde im Jahr 2017 als Joint Venture gegründet. Der Nathalie wurde im Rahmen der Beijing Auto Show im April 2018 vorgestellt. Die für die Rennstrecke konzipierte Version Nathalie Race präsentierte das Unternehmen im Rahmen des Genfer Auto-Salons im März 2019.
Benannt ist der Sportwagen nach Roland Gumperts Tochter Nathalie Gumpert. Insgesamt sollten 500 Exemplare des knapp 500.000 Euro teuren Fahrzeugs gebaut werden. 2020 startete die Serienproduktion in Ingolstadt. Wegen der COVID-19-Pandemie und der darausfolgenden Absage des Genfer Auto-Salons 2020 wurde die Produktion des Wagens gestoppt. Nach Angaben von Roland Gumpert wurden zehn Nathalie gefertigt. Fortan will sich das Unternehmen auf die Entwicklung der Methanolbrennstoffzellentechnik in Nutzfahrzeugen fokussieren.

## Technik
Angetrieben wird der Nathalie von vier je 100 kW (136 PS) starken Elektromotoren von Bosch. Jeder ist an einem Rad positioniert, wodurch der Sportwagen Allradantrieb hat. Das Fahrzeug erreicht mit einem 60-kWh-Akkumulator im Fahrzeugboden, der am Stromnetz aufgeladen wird, rund 300 km Reichweite. Als Reichweitenverlängerer hat er einen 65-Liter-Tank für ein 60:40-Methanol-Wasser-Gemisch und eine 15-kW-Brennstoffzelle des dänischen Unternehmens Blue World Technologies. Das Methanol-Wasser-Gemisch wird in einem Reformer zu einer wasserstoffhaltigen Gasmischung, bestehend vorrangig aus Wasserstoff und Kohlenstoffdioxid, umgesetzt, wonach der Wasserstoff in der Hochtemperatur-Polymerelektrolytmembranbrennstoffzelle mit Luft-Sauerstoff zu Wasser umgesetzt wird. Die Brennstoffzellensystemtechnologie wird als Reformed Methanol Fuel Cell (RMFC) bezeichnet. Von Roland Gumpert wird ein Wirkungsgrad der Brennstoffzelle von 45 % angegeben. Wenn regeneratives Methanol verwendet wird (z. B. von mehreren Unternehmen großtechnisch hergestellt aus Hausmüll oder aus CO2 mit erneuerbarem Strom), würde es sich um einen geschlossenen CO2-Kreislauf handeln bzw. es würde gesamt betrachtet kein zusätzliches CO2 ausgestoßen werden. Angeblich soll die Reichweite des Nathalie bei sparsamer Fahrweise bis zu 1200 km betragen.
Chemisch lassen sich die Abläufe folgendermaßen beschreiben:
Das Methanol-Wasser-Gemisch wird in einem Methanol-Reformer zu Wasserstoff und Kohlenstoffdioxid umgesetzt:
{\displaystyle {\ce {CH3OH + H2O -> CO2 + 3 H2}}}
In der Brennstoffzelle wird der Wasserstoff bei 160 °C bis 180 °C zu Wasser oxidiert:
Anodenreaktion (Oxidation von Wasserstoff):
{\displaystyle {\ce {2 H2 -> 4 H+ + 4 e-}}}
Kathodenreaktion (Reduktion von Sauerstoff):
{\displaystyle {\ce {O2 + 4 H+ + 4 e- -> 2 H2O}}}
Gesamtreaktion der Brennstoffzelle (kalte Wasserverbrennung):
{\displaystyle {\ce {2 H2 + O2 -> 2 H2O}}}
Gesamtreaktion einschließlich Methanol-Reformierung:
{\displaystyle {\ce {2 CH3OH + 3 O2 -> 2 CO2 + 4 H2O}}}
Dieses technische Konzept wurde 1997 erstmals von Daimler-Benz im NECAR 3 eingesetzt, und 2000 als weiterentwickelte Version NECAR 5 präsentiert.
Als weiterer Vorteil des Methanol-Wasser-Gemischs, das schon bei Normaldruck flüssig ist, wird angegeben, dass es über die bestehende Tankstellen-Infrastruktur bezogen werden könnte. Dazu sei es ausreichend, einen Kraftstofftank einer Tankstelle einmalig auszuwaschen und ihn anschließend mit dem Methanolgemisch zu füllen. Zudem soll ein Tank eines Kraftfahrzeugs in wenigen Minuten gefüllt sein. Zukünftig soll jeder Kunde, der in einer Stadt mit über 100.000 Einwohnern lebt, an einer Methanol-Tankstelle tanken können. Dazu plant der Hersteller, eine Diesel-Zapfsäule auf Methanol umzurüsten und diese Zapfsäule anzumieten. Für Kunden in ländlichen Gebieten soll der Treibstoff direkt ausgeliefert werden. Im Kaufpreis mit inbegriffen ist außerdem das Treibstoff-Gemisch für ein Jahr.
Trotz des 450 kg schweren Akkumulators liegt die Masse des Sportwagens unter 1600 kg. Dies wird unter anderem durch einen Gitterrohrrahmen und eine Karosserie aus kohlenstofffaserverstärktem Kunststoff realisiert. An der Vorderachse hat der Nathalie MacPherson-Federbeine und Querlenker, an der Hinterachse doppelte Querlenker. Außerdem werden Schmetterlingstüren verbaut.

## Technische Daten
Die Höchstgeschwindigkeit des Nathalie gibt Gumpert Aiways Automobile mit bis zu 300 km/h an. Auf 100 km/h soll der Sportwagen in 2,5 Sekunden beschleunigen. Um diese Beschleunigung bzw. Endgeschwindigkeit zu erreichen, hat der Wagen zwei Vorwärtsgänge. Die Systemleistung der Elektromotoren beträgt 400 kW (544 PS), da vier Bosch SMG180-Elektromotoren verbaut werden, wie bereits 2013 im Mercedes SLS Electric Drive, der auch mit 60-kWh-Akku und einem ähnlichen Preis angeboten wurde, allerdings mit höherer Leistungsausbeute. Einzeln treiben diese Motoren u. a. mit batteriebedingt niedriger Leistung auch den Smart Electric Drive (ab 2012) sowie den Fiat 500e (ab 2012) an.
|                                          | Nathalie                 |
| Bauzeitraum                              | 2020                     |
| Motorkenndaten                           |                          |
| Motortyp                                 | Vier Elektromotoren      |
| Hubraum                                  | —                        |
| max. Leistung bei min−1                  | 400 kW (544 PS) / 12.800 |
| max. Drehmoment bei min−1                | > 1000 Nm                |
| Kraftübertragung                         |                          |
| Antrieb                                  | Allradantrieb            |
| Getriebe                                 | 2-Gang-Getriebe          |
| Messwerte                                |                          |
| Höchstgeschwindigkeit                    | 300 km/h                 |
| Beschleunigung, 0–100 km/h               | 2,5 s                    |
| Leergewicht                              | 1800 kg                  |
| Energieverbrauch auf 100 km (kombiniert) |                          |
| CO2-Emissionen (kombiniert)              |                          |
| Batterie                                 | 60 kWh                   |
| Tankinhalt                               | 65 l                     |
| Reichweite                               | 820 km                   |
| Abgasnorm                                | —                        |

## Rezeption
Im Mai 2021 zeigte der Bayerische Rundfunk einen Beitrag über den RG Nathalie sowie dessen Antriebstechnik. Dabei wurde das Konzept als äußerst positiv dargestellt. Infolgedessen kamen auch vermehrt differenziertere Stimmen auf. Kritisiert wird unter anderem der im Vergleich zum reinen Batteriefahrzeug schlechte elektrische Gesamtwirkungsgrad des Konzepts Methanol als Kraftstoff (Wirkungsgrad siehe Artikel Methanolwirtschaft) oder der sehr große Akku in Kombination mit der sehr schwachen Leistung der Brennstoffzelle. So käme die hohe Reichweite nur durch den übergroßen Akku zustande. Ferner bliebe die Frage der Herkunft der benötigten Mengen grün hergestellten Treibstoffs offen. Als Reaktion auf die Rezeption wurden von Roland Gumpert Ende Mai 2021 häufig gestellte Fragen beantwortet.